# Lampranthus holensis
Lampranthus holensis är en isörtsväxtart som beskrevs av L. Bol. Lampranthus holensis ingår i släktet Lampranthus och familjen isörtsväxter. Inga underarter finns listade i Catalogue of Life.